# Nzakwe
Nzakwe är ett periodiskt vattendrag i Burundi.   Det ligger i provinsen Bujumbura Rural, i den västra delen av landet, 30 km söder om huvudstaden Bujumbura.
Omgivningarna runt Nzakwe är en mosaik av jordbruksmark och naturlig växtlighet. Runt Nzakwe är det tätbefolkat, med 276 invånare per kvadratkilometer.